# کاترین آدامز
کاترین آدامز (انگلیسی: Kathryn Adams؛ ۲۵ مهٔ ۱۸۹۳ – ۱۷ فوریهٔ ۱۹۵۹) یک هنرپیشه سینما در دوران صامت و اهل ایالات متحده آمریکا بود.
از فیلم‌ها یا برنامه‌های تلویزیونی که وی در آن نقش داشته است می‌توان به خراب‌کار، ۸۱۳ اشاره کرد.